# Ahlefeld-Bistensee
Ahlefeld-Bistensee er en kommune og en by i det nordlige Tyskland, beliggende i Amt Hüttener Berge i den østlige del af Kreis Rendsborg-Egernførde. Kreis Rendsborg-Egernførde ligger i den centrale del af delstaten Slesvig-Holsten.
Kommunen blev oprettet 1. marts 2008, da de indtil da selvstændige kommuner Ahlefeld og Bistensee fusionerede til kommunen Ahlefeld-Bistensee.

## Geografi
Ahlefeld-Bistensee ligger mellem Rendsborg og Egernførde ved Bistensee.